# Чорна діра (фільм, 2019)
«Чорна діра» (англ. Black hole) — короткометражний фільм українського режисера Миколи Овчарова. Володар спеціального призу журі Кінофестивалю короткометражного незалежного кіно «Бардак» (2019).
Світова прем'єра відбулась 11 липня 2019 року на Міжнародному кінофестивалі «Revelation» у Перті (Австралія).

## Сюжет
Фільм розкриває тему взаємного поглинання один одного заради розвитку людини. За сюжетом викладач астрофізики читає лекції про чорну діру, що поглинає все навколо. Але згодом його самого настигає така ж доля.

### Ідеї
- Кожен з нас народжений для того, щоб взаємодіяти з іншими, взаємно «поглинати» один одного заради спільного розвитку.
- Екзистенційна ідея фільму полягає в тому, що людина проявляючи себе зовні, в інших людях реалізовується як людина, тобто існує як людина.[3]

## У ролях
| Актор            | Персонаж             |
| ---------------- | -------------------- |
| Валерій Латко    | викладач астрофізики |
| Гордій Денисенко | студент              |
| Ілля Козлов      | студент              |
| Даніл Нікіфоров  | студент              |
| Надія Болдонова  | студентка            |
| Маша Сабадаш     | студентка            |
| Микола Овчаров   | викладач             |

## Знімальна група
- Автор сценарію — Микола Овчаров, Олексій Зенкевич
- Режисер-постановник — Микола Овчаров
- Оператор — Іван Бородін
- Асистент оператора — Дмитро Бородін
- Гафер — Сергій Зюков, Дмитро Виксенко
- Колорист — Дмитро Самусь
- Візуальні ефекти — Ігор Дабічев, Віталій Волков
- Звукорежисер — Олександр Дворецький
- Гримерка — Юлія Осадча
- Тренерка акторів — Мар'яна Сошинська
- Художник-костюмер — Makar Maki

## Участь у фестивалях
- Міжнародний кінофестиваль «Revelation» у Перті (Official Selection)
- Кінофестиваль короткометражного незалежного кіно «Бардак» (Special Award)
- Міжнародний кінофестваль у Сулейманії (Official Selection)
- Міжнародний кінофестваль у Чіуауа (Official Selection)
- Міжнародний кінофестваль штату Орегон (Official Selection)
- Незалежний кінофестиваль округу Сесіл (Official Selection)
- Міжнародний кінофестиваль «Near Nazareth Festival» (NNF) у Ізраїлі (Finalist)
- Міжнародний кінофестиваль «Harrogate Film Festival» у Великій Британії (Official Selection)
- Міжнародний кінофестиваль «Fergusson Short Film Festival» в Індії (Official Selection)
- VIII Китайська міжнародна виставка мікрофільмів у Пекіні (Official Selection)
- Міжнародний кінофестиваль «First-Time Filmmaker Sessions» у Великій Британії (Official Selection)
- Міжнародний кінофестиваль у Трентоні (Нью-Джерсі, США) (Official Selection)
- Нью-Йоркський фестиваль незалежного кіно «NYC Independent Film Festival» (Нью-Йорк, США) (Official Selection)[4]
- The 2020 nukhu award (Нью-Йорк, США) (Semi-Finalist)
- Broadway International Film Festival (Лос-Анджелес, США) (Official Selection)
- Міжнародний кінофестиваль «Festival Angaelica» (Лос-Анджелес, США) (Official Selection)

### Нагороди
29 вересня 2019 року отримав спеціальний приз журі на Кінофестивалі короткометражного незалежного кіно «Бардак» у Харкові «за чіткий почерк режисера, прекрасну і глибоку роботу оператора, підбір дивних типажів. Всі елементи та деталі працюють на одне завдання — занурюють в химерний світ, створений автором».
У листопаді 2019 року фільм увійшов у число 59 кращих фільмів із 2600 поданих на Незалежному кінофестивалі округу Сесіл (США).